# Огни притона
«Огни притона» — российский драматический фильм режиссёра Александра Гордона, экранизация одноимённой повести Гарри Гордона.
Премьера состоялась 11 июня 2011 года на фестивале «Кинотавр». В широкий прокат фильм вышел 3 ноября 2011 года.

## Сюжет
Действие фильма происходит в Одессе в 1958 году. Главная героиня — мама Люба — хозяйка маленького борделя. В её подчинении — две «девочки», Зинка-Гитлер и Зигота. Они живут душа в душу. В маму Любу влюблён сын прокурора Аркаша, а она любит Адама, юродивого поэта.

## В ролях
- Оксана Фандера — мама Люба, хозяйка борделя
- Алексей Левинский — Адам
- Ада Роговцева — Ефросинья Петровна, мать Любы
- Анна Слю — «Зигота»
- Катерина Шпица — «Зинка-Гитлер»
- Кристиан Жереги — Аркаша
- Богдан Ступка — Заславский, прокурор
- Евгений Цыганов — Валера, фарцовщик
- Наталия Фиссон — жена Заславского
- Михаил Голубович — Вильгельм
- Анжела Чобану — Лиза
- Михаил Игнатов — Федька Продан
- Дима Красиля — мальчик Гарик
- Маргарита Пресич — соседка Заславских
- Нику Сувейкэ — Николай Андреевич, председатель колхоза

### В эпизодах
- Вета Даскэл
- Борис Кривец
- Ольга Дьякова
- Снежана Пуйкэ
- Ирина Токарчук — соседка мамы Любы
- Леонард Руденко — милиционер
- Виктор Стратинский
- Ирина Стадниченко
- Ион Мокану
- Анатолий Соколов
- Татьяна Стайникова
- Татьяна Стадник
- Сергей Мамонтов
- Виталий Лищук
- Григорий Письменный
- Анатолий Лукьянченко
- Людмила Ботлюкова
- Ирина Черкаска
- Анжела Кэрэуш
- Гарри Гордон
- Пётр Наумов
- Дарья Гладышева
- Светлана Романова
- Светлана Вологдина

## Съёмочная группа
- Авторы сценария: Гарри Гордон при участии Натальи Рязанцевой
- Режиссёр-постановщик: Александр Гордон
- Режиссёр (подготовительный период): Валерий Жереги
- Оператор-постановщик: Максим Шинкоренко
- Художник-постановщик: Юрий Матей
- Композитор: Теофиль Коллье
- Российский государственный симфонический оркестр кинематографии
- Дирижёр: Сергей Скрипка
- Звукорежиссёр: Борис Войт
- Монтаж: Даша Данилова
- Художники по костюмам: Стела Кожухарь-Фурдуй, Елена Макашова
- Художник по гриму: Виктория Курносенко
- Ассоциированный продюсер: Александр Грязнов
- Продюсеры: Елена Яцура, Алексей Сонк

## Признание и награды
| Год  | Премия             | Категория                                                | Лауреаты и номинанты | Результаты |
| ---- | ------------------ | -------------------------------------------------------- | -------------------- | ---------- |
| 2011 | «Меридианы Тихого» | Приз зрительских симпатий за лучший российский фильм     | Александр Гордон     | Победа     |
| 2011 | «Кинотавр»         | Специальный диплом жюри «За сочетание красоты и таланта» | Оксана Фандера       | Победа     |
| 2012 | Кинопремия «Ника»  | Лучшая женская роль                                      | Оксана Фандера       | Номинация  |
| 2012 | «Золотой орёл»     | Лучшая женская роль в кино                               | Оксана Фандера       | Номинация  |

## Факты
- В саундтреке к фильму звучит обработка песни «Если можешь, прости» в исполнении Изабеллы Юрьевой